# ロイヤル・オペラ・ハウス管弦楽団
ロイヤル・オペラ・ハウス管弦楽団（Orchestra of the Royal Opera House）は、イギリス・ロンドンのコヴェントガーデンにあるロイヤル・オペラ・ハウス（王立歌劇場）専属のオーケストラである。コヴェントガーデン王立歌劇場管弦楽団と呼ばれることもある。

## 概要
このオーケストラは、ウィーン国立歌劇場管弦楽団（ウィーン・フィルハーモニー管弦楽団としても活動）や、ゼンパー・オーパー（ザクセン州立歌劇場）のオーケストラであるシュターツカペレ・ドレスデンなどとは違い、シンフォニー・コンサートを行わずオペラやバレエの上演を専門に演奏活動を行っている。そのためレコーディングは、オペラやバレエの全曲物、オペラ歌手のソロ・アルバムの伴奏物などが主である。
歴代の音楽監督は、ラファエル・クーベリック、ゲオルク・ショルティ、コリン・デイヴィス、ベルナルト・ハイティンクらが務め、2002年より2024年までアントニオ・パッパーノが音楽監督を務め、2025年からヤクブ・フルシャが音楽監督に就任する。